# Scutigera buda
Scutigera buda är en mångfotingart som beskrevs av Chamberlin 1944. Scutigera buda ingår i släktet Scutigera och familjen spindelfotingar. Inga underarter finns listade i Catalogue of Life.